# Zwager
Een zwager of schoonbroer is een mannelijk aangetrouwd familielid, waarbij de verwantschap dus is ontstaan door een geregistreerd partnerschap of huwelijk. In praktijk betekent dit dat er drie verschillende mogelijkheden zijn om iemand zwager of schoonbroer te noemen.
1. Het kan de mannelijke partner zijn van iemands broer of zus. (De mannelijke partner van mijn zus is mijn zwager.)
2. Het kan de broer zijn van iemands partner. (De broer van mijn partner is mijn zwager.)
3. Het kan de mannelijke partner zijn van de broer of zus van iemands partner. (De mannelijke partner van de zus van mijn partner is mijn zwager.)

Het vrouwelijke equivalent is schoonzus, zwagerin of zwageres.
De vorm 'zwager' wordt meer gebruikt in het noorden, 'schoonbroer' meer in het zuiden.
Als uit een verbintenis kinderen geboren zijn blijft de schoonfamilie na het ontbinden van de relatie familie van de kinderen: de ouders van de ex-partner blijven de grootouders van de kinderen en eventuele broers en zussen van de ex-partner blijven ooms en tantes van de kinderen.